# Phénomène de Lazare
Le phénomène de Lazare est le nom donné à la récupération spontanée d’une activité circulatoire après l’arrêt de la réanimation pratiquée à la suite d'un arrêt cardiaque. Ce phénomène, rare et spectaculaire, peut évoquer une « résurrection » (d'où la référence au personnage biblique de Lazare,).
Peu de cas ont été décrits mais le phénomène est attesté,. Le phénomène pourrait être lié à une bradycardie où le cœur bat extrêmement lentement, ce qui a des conséquences délétères sur l'organisme.